# Koikili Lertxundi
Pour les articles homonymes, voir Lertxundi.
Koikili Lertxundi est un footballeur espagnol, né le 23 décembre 1980 à Otxandio au Pays basque. Il évolue au poste d'arrière gauche.

## Palmarès
- Athletic Bilbao
  - Finaliste de la Copa del Rey : 2009